# Multisporidea
Multisporidea is een monotypisch geslacht van korstmossen behorend tot de familie Malmideaceae. Het bevat alleen Multisporidea nitida